# Hylaeothemis
Hylaeothemis is een geslacht van libellen (Odonata) uit de familie van de korenbouten (Libellulidae).

## Soorten
Hylaeothemis omvat 4 soorten:
- Hylaeothemis clementia Ris, 1909
- Hylaeothemis fruhstorferi (Karsch, 1889)
- Hylaeothemis gardeneri Fraser, 1927
- Hylaeothemis indica Fraser, 1946